# Firmus (Africa)
Firmus war ein römischer Usurpator im Westen gegen Valentinian I. (ca. 372–375).
Firmus stammte aus der Provinz Africa und war der Sohn des einheimischen Fürsten Nubel. Flavius Theodosius, der Vater von Theodosius I., kam 373 nach Nordafrika, um den untreuen Statthalter Romanus gefangen zu nehmen. Anscheinend lagen auch Romanus und Firmus im Streit. Firmus hatte bereits vorher gegen Romanus rebelliert und wurde möglicherweise zum Kaiser ausgerufen. Es kam zu keiner Verständigung mit Flavius Theodosius. Der Konflikt spielte sich vor allem in den Regionen von Mauretania Caesariensis und Mauretania Sitifensis ab. Firmus beging Selbstmord, als klar wurde, dass er geschlagen war und Theodosius in die Hände fallen würde. Sein Bruder Gildo erhob sich 397 gegen Kaiser Honorius.